# Acetil-coenzima A

Struttura del coenzima A, da cui l'acetil-coenzima A deriva

L'acetil-coenzima A, spesso abbreviato in acetil-CoA, è un composto chimico di formula C23H38N7O17P3S che in condizioni standard si presenta come un solido di colore bianco.
Il nome IUPAC del composto è S-[2-[3-[[(2R)-4-[[[(2R,3S,4R,5R)-5-(6-aminopurin-9-il)-4-idrossi-3-fosfonoossiossolan-2-il]metossi-idrossifosforil]ossi-idrossifosforil]ossi-2-idrossi-3,3-dimetilbutanoil]amino]propanoilamino]etil] etanotioato.

## Caratteristiche strutturali e fisiche
Appartiene alla classe dei composti organici noti come acili-CoA, composti organici la cui struttura consiste di una molecola di CoA collegata ad una catena acilica. Si tratta di un tioestere, ovvero il prodotto della condensazione di un tiolo, il coenzima A, e un acido carbossilico, l'acido acetico.
| N. di atomi pesanti                  | 51             | 51             |
| N. di donatori di legami a idrogeno  | 9              | 9              |
| N. di accettori di legami a idrogeno | 22             | 22             |
| N. di legami ruotabili               | 20             | 20             |
| N. di elementi stereogenici definiti | 5              | 5              |
| Massa monoisotopica                  | 809,12577494 u | 809,12577494 u |
| Superficie polare                    | 389 Å²         | 389 Å²         |
| Sezione d'urto                       | [M+H]+         | 244,7 Å²       |
| Sezione d'urto                       | [M+Na]+        | 263,07 Å²      |

## Abbondanza e disponibilità
Il composto è naturalmente presente sia nelle piante che negli animali.

## Biochimica
Si tratta di una molecola fondamentale nel metabolismo di tutti gli organismi viventi. Nel corpo umano questa sostanza si trova: nel tessuto adiposo, nel cervello, nelle piastrine, nella prostata, nei muscoli scheletrici e nella milza.
A livello cellulare il composto si trova: nel citoplasma, nel reticolo endoplasmatico, nell'apparato di Golgi, a livello della membrana cellulare, nei mitocondri, nei cloroplasti, nel nucleo e nei perossisomi.
L'acetil-CoA è coinvolto in ben 137 vie metaboliche e oltre 3.000 reazioni. Svolge un ruolo fondamentale come modulatore, coenzima, e metabolita. Si tratta del precursore dell'HMG-CoA, un componente fondamentale nella sintesi del colesterolo e dei corpi chetonici. Partecipa alla biosintesi degli steroli, all'ossidazione degli acidi grassi e al metabolismo di molti amminoacidi.
L'acetil-CoA è il metabolita centrale nella biosintesi degli acidi grassi, nel metabolismo derivato dal malonil-CoA, nella biosintesi degli isoprenoidi, nella respirazione mitocondriale e in varie reazioni di acetilazione. Le riserve di acetil-CoA presenti nel citosol del nucleo vengono anche utilizzati per l'acetilazione degli istoni e l'attivazione dell'espressione genica. È stato dimostrato che l'ATP-citrato liasi fornisce un fonte di acetil-CoA per l'acetilazione degli istoni nelle cellule dei mammiferi.
Nel fegato, l'acetil-CoA mitocondriale viene utilizzato per sintetizzare corpi chetonici (acetoacetato e β-idrossibutirrato) come fonti di carburante alternative per il cervello e il cuore in condizioni di scarsità di carboidrati.
La deplezione di acetil-CoA nucleocitosolico rappresenta anche un segnale per indurre l'autofagia. Nei lieviti, l'espressione di un gene fondamentale per l'autofagia (ATG7) è repressa dall'acetil-CoA. Durante il ciclo metabolico del lievito, molti geni ATG (inclusi ATG1 e ATG8) sono repressi nelle fasi di crescita, quando i livelli di acetil-CoA aumentano, e vengono attivati solo durante le fasi di stress/sopravvivenza, quando i livelli di acetil-CoA diminuiscono.
Più in generale, molti altri geni con funzioni legate allo stress e alla sopravvivenza vengono indotti insieme ai geni fondamentali per l'autofagia. Questi geni tendono ad essere meno dipendenti dall'acetilazione degli istoni per la loro attivazione, forse a causa della ridotta disponibilità di acetil-CoA. Nelle cellule dei mammiferi, la regolazione dell'autofagia da parte dell'acetil-CoA avviene in modo dipendente dall'acetiltransferasi P300. Pertanto, la regolazione dell'autofagia da parte dell'acetil-CoA potrebbe avvenire principalmente a livello del controllo trascrizionale dei geni fondamentali dell'autofagia.

### Biosintesi
L'acetil-CoA viene prodotto a partire da:
- acido acetoacetico in presenza di CoA e ATP[21]

{\displaystyle {\ce {CH3-CO-CH2-COOH + ATP + CoA-SH <=> CH3-CO-CH2-CO-SCoA + A-5-P + PP}}}
- dal piruvato per mezzo del complesso della piruvato deidrogenasi (PDH), che utilizza come substrato il piruvato e il coenzima A, attraverso una reazione di decarbossilazione ossidativa irreversibile (-33,4 kJ/mol);[22]
- dagli acidi grassi grazie alla beta-ossidazione, processo metabolico che avviene nella matrice mitocondriale delle cellule eucariotiche o nel citoplasma dei procarioti da acil-CoA;[23]
- dall'acetato attravreso una conversione diretta tramite l'acetil-CoA sintetasi (ACS) - soprattutto nelle alghe e nelle piante - o tramite una reazione a due fasi catalizzata dall'acetato tiochinasi (ACK) e dalla fosfato acetiltransferasi (PAT) - nei procarioti e in alcune microalghe eucariote;[24]
- dal catabolismo degli amminoacidi.[20]

## Reattività e caratteristiche chimiche

### Spettri analitici
- spettro MS-MS[2]
- spettro LC-MS[25]